# Mary Miles Minter
Mary Miles Minter, geboren als Juliet Reilly (Shreveport (Louisiana), 25 april 1902 - Santa Monica (Californië), 4 augustus 1984) was een Amerikaans actrice.
Minter werd als Juliet Reilly geboren in Shreveport als dochter van Broadway-actrice Charlotte Shelby. Shelby wilde zelf graag dat Juliet en haar oudere zus Margaret Shelby ook actrice werden. Toen er geen oppas beschikbaar was en Juliet meeging naar een auditie van haar zus, werd Juliet ontdekt en kreeg haar eerste filmrol.
Om de Wet op de kinderarbeid te ontwijken, gebruikte ze het paspoort van haar nicht en nam de naam "Mary Miles Minter" aan. Hierdoor groeide ze in 1915 al uit tot een vrouw op de voorgrond in films. Met haar onschuldige uitstraling werd Minter populair en groeide uit tot de rivale van Mary Pickford.
In 1919 maakte ze haar bekendste film, Anne of Green Gables, met regisseur William Desmond Taylor. De film werd een enorm succes, waardoor Taylor de actrice begon te promoten, zodat ze uit zou groeien tot een legendarische ster. Uiteindelijk kreeg ze een relatie met de 30 jaar oudere man.
In 1922 werd Taylor vermoord in zijn huis. Minter vertelde in 1970 in een interview dat ze ineenstortte toen ze zijn lichaam zag in het lijkenhuis. Zijn dood werd een populair gespreksonderwerp in de media en vond plaats terwijl Minter zich in de bloei van haar carrière bevond.
De dader kon niet gevonden worden en haar moeder Charlotte Shelby stond lang bekend als verdachte. In 1937, toen de zaak nog niet opgelost was, eiste Minter dat óf zij een gevangenisstraf zou krijgen óf dat de zaak met rust gelaten zou worden.
Uiteindelijk werd in 1999 bekendgemaakt dat Ella Margaret Gibson op haar sterfbed in 1964 toegaf de moord te hebben gepleegd. Niet veel later stierf ze aan een hartaanval.
Na de dood van Taylor maakte Minter nog vier films voor Paramount. Trail of the Lonesome Pine, haar laatste film, werd in 1923 uitgebracht. Nadat haar contract niet verlengd werd, kreeg ze nog veel andere aanbiedingen, maar weigerde ze allemaal, omdat ze naar eigen zeggen nooit gelukkig was in de tijden dat ze actrice was.
Minter heeft in interviews verteld dat ze na haar Hollywoodjaren veel gelukkiger was, hoewel ze in de jaren '70 en '80 vaak werd beroofd. Ze overleed op 82-jarige leeftijd aan een beroerte.

## Filmografie

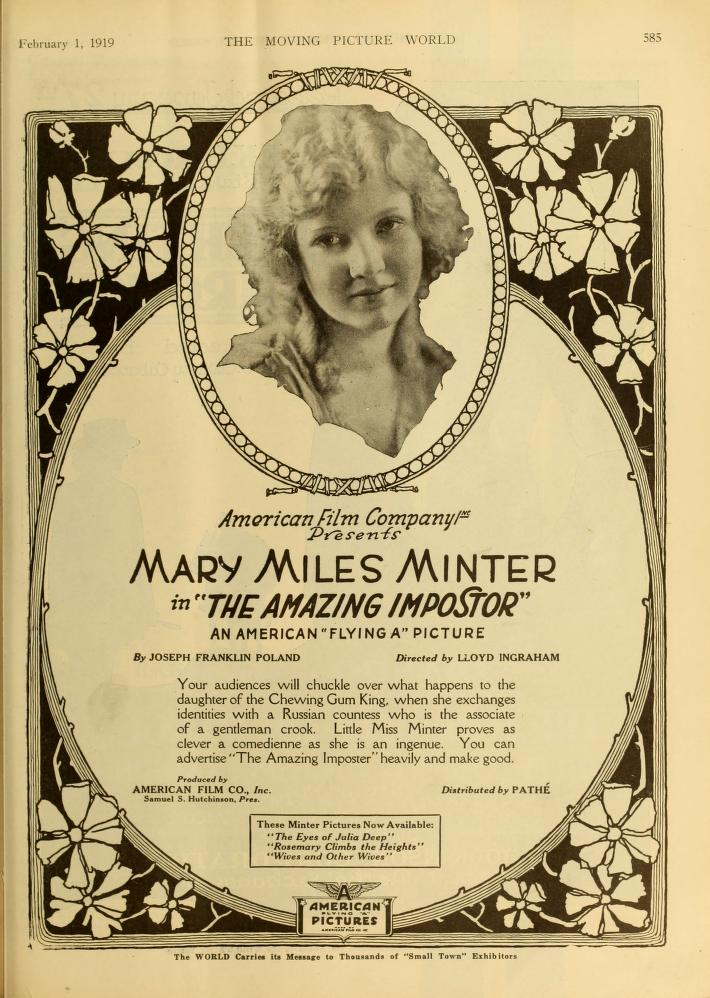
The Amazing Impostor (1919)

- Biblioteca Nacional de España: XX854000
- Bibliothèque nationale de France: cb14649336k (data)
- Gemeinsame Normdatei: 1277591210
- International Standard Name Identifier: 0000 0000 7844 0795
- Library of Congress Control Number: n88034891
- SNAC: w6mw46mf
- Virtual International Authority File: 19940196
- WorldCat: E39PBJdRwhR8Cgjv6KjmDyQDv3